# Koos Jeroen Kers
Koos Jeroen Kers (Amstelveen, Holanda del Nord, 11 d'octobre de 1986) és un ciclista neerlandès, professional des del 2015. Actualment corre al Baby-Dump Cyclingteam.

## Palmarès
- 2017
  - Vencedor d'una etapa al Tour de l'Iran